# Exilisia falcata
Exilisia falcata là một loài bướm đêm thuộc phân họ Arctiinae, họ Erebidae.